# Kleine zonne-eekhoorn
De kleine zonne-eekhoorn (Heliosciurus gambianus)  is een zoogdier uit de familie van de eekhoorns (Sciuridae). De wetenschappelijke naam van de soort werd voor het eerst geldig gepubliceerd door Ogilby in 1835.

## Kenmerken
Gele, bruine en grijze banden op de haren geven deze eekhoorn een spikkelig olijfbruin voorkomen. De staart vertoont 14 banden en rond de ogen bevinden zich witte ringen. De lichaamslengte bedraagt 15,5 tot 21 cm, de staartlengte 15,5 tot 31 cm en het gewicht 250 tot 350 gram.

## Leefwijze
Dit solitaire of in paren levende dier leeft zowel op de grond als in bomen en heeft een gevarieerd menu, van zaden tot vogeleieren. Zoals zijn naam zegt, neemt het dier vaak zonnebaden en bekleedt elke nacht zijn nest opnieuw met versgeplukte blaadjes.

## Verspreiding
Deze soort komt voor in tropische bossen en open habitats van Senegal, Gambia, Guinee Bissau, Guinea, Sierra Leone, Liberia, Ivoorkust, Burkina Faso, Ghana, Togo, Benin, Nigeria, Tsjaad, Centraal-Afrikaanse Republiek, Soedan, Ethiopië, Oeganda, Kenia, Burundi, Tanzania, Congo, Angola, Zimbabwe en Zambia